# ㆉ
ㆉ는 옛 한글 모음들 중에 하나로, 한글 낱자의 ㅛ와 ㅣ를 겹쳐놓은 듯한 모양이다.
1980년대까지는 독일어의 “schö”와 같은 발음을 적는 데에 쓰였다. 예를 들어 “Schönberg”를 “ᄉᆈᆫ베르크”로 썼으며, Jørgen을 “ᄋᆈ르겐”이라 쓰고 쇤브룬궁은 ᄉᆈᆫ브룬궁라고 쓸 수 있었다. 이 홀소리가 한국어에는 쓰이지 않았으므로 한글 맞춤법 통일안에는 어긋나는 것이다. 이 표기법은 1990년대에 ㅚ로 바뀌었다.
발음은 ㅣ에서 ㅚ로 전이되는 소리이다. 강원도 영동 방언에 속하는 강릉 지역어에는 'ᄋᆈ'라는 낱말이 있는데, '출타하여 집에 없는 사람을 위해서 따로이 남겨 두는 그 사람 몫의 음식'이라는 뜻이다.

## 코드 값
| 종류                  | 글자   | 유니코드 | HTML     |
| --------------------- | ------ | -------- | -------- |
| 한글 호환 자모 영역   | ㆉ     | U+3189   | &#12681; |
| 한글 자모 영역        | ᅟᅟᆈ   | U+1188   | &#4488;  |
| 한양 사용자 정의 영역 |     | U+F830   | &#63536; |
| 반각                  | (없음) | (없음)   | (없음)   |